# صفحه فرود
صفحه فرود یا لندینگ پیج (انگلیسی: Landing page) در بازاریابی اینترنتی یک صفحه وب یک‌تاست که در پاسخ به‌کلیک بر روی یک نتیجهٔ حاصل از بهینه‌سازی موتور جستجو، بازاریابی ترویجی، بازاریابی رایانامه‌ای، یا تبلیغات برخط به‌نمایش درمی‌آید.
به اصلاح دقیق تر، کلیه صفحات وبی که کاربران در آن فرود می‌آیند به تعاریف دیگر (نشست، بازدید، جلسه) انجام می‌دهند صفحه فرود یا لندینگ پیج می‌گویند.

### بخش‌های اصلی صفحه فرود
صفحات فرود یا لندینگ پیج‌ها از لحاظ طراحی ممکن است دارای ویژگی‌های ظاهری متفاوت باشند اما از لحاظ ساختار موارد زیر در عموم لندینگ پیج‌ها استفاده و رعایت شده‌است:

##### ۱ - عنوان صفحه
مهم‌ترین بخش یک لندینگ پیج عنوان صفحه است. این عنوان در تصمیم‌گیری اولیه مخاطب بسیار مهم است. او با دیدن این عنوان است که با خود فکر می‌کند آیا ارزشش را دارد که شماره تماس یا ایمیل خود را در این لندینگ پیج وارد کند یا خیر.

#### ۲ - متن مناسب
در صفحه فرود باید به‌طور کاملاً مناسب ارزش‌های برند شما حفظ شود و مخاطب بتواند به هدف صفحه فرود شما و همچنین مزیت و سود آن صفحه برای خود پی ببرد.

#### ۳ - تصاویر و ویدیوهای جذاب
در این قسمت بایستی از تصاویر و ویدیوهایی استفاده کنید تا به اندازه کافی برای هدایت کاربران به بررسی محتوا و محصولاتتان جذاب باشد. بهتر است این صفحه را با تصاویر و ویدیوهای بی کیفیت با حجم بالا و غیر ضروری شلوغ نکنید و بهترین‌ها و ضروری ترین‌ها را به نمایش بگذارید.

#### 4 - CTAها
CTA یا فراخوان به اقدام باید طوری انجام شود که کاربر ترغیب به دادن مشخصات خود شود این فراخوان به اقدام تقریباً مهم‌ترین قسمت یک لندینگ پیج است